# Raymond (Illinois)
Raymond – wieś w Stanach Zjednoczonych, w stanie Illinois, w hrabstwie Montgomery.